# La profecía del diablo
La profecía del diablo es una película de terror del año 2008 dirigida por Mickey Liddell y protagonizada por Haley Bennett.

## Trama
Molly Hartley (Haley Bennett), es una joven estudiante que intenta hacer una nueva vida después de intentar ser asesinada por su propia madre, la cual fue llevada a un hospital psiquiátrico. Molly algo nerviosa entra a una nueva escuela; todo parece ir bien hasta que empieza a experimentar horribles visiones y escuchar voces que presagian algo malo conforme se acerca su 18 cumpleaños.
¿Está esta joven sufriendo eventos sobrenaturales, o simplemente heredó la psicosis de su madre?

## Reparto
- Haley Bennett como Molly Hartley.
- Chace Crawford como Joseph Young.
- AnnaLynne McCord como Suzie Woods.
- Jake Weber como Robert Hartley.
- Shannon Woodward como Leah.
- Shanna Collins como Alexis White.
- Marin Hinkle como Jane Hartley.
- Nina Siemaszko como Dra. Amelia Emerson
- Josh Stewart como Sr. Draper
- Ron Canada como Sr. Bennett
- Kevin Cooney como Dr. Donaldson
- Jessica Lowndes como Laurel Miller.

- Datos: Q2417231